# Самсонадзе, Иосиф Валентинович
Иосиф Валентинович Самсонадзе (20 июня 1934 — 10 июня 1993) — художник, советский режиссёр и сценарист мультипликационных фильмов.

## Биография
Окончил философский факультет Тбилисского университета и тбилисскую Академию художеств. В течение 35 лет работал на киностудии «Грузия-фильм». Занимался также книжной иллюстрацией, считался одним из мастеров грузинского шрифта. Помимо этого активно занимался живописью. Скончался в 1993 году во время Грузино-Абхазского конфликта. В 2019 году в Музее Востока в г. Москва прошла большая персональная выставка Иосифа Самсонадзе.

## Фильмография
- 1966 — Три соседа — художник-постановщик
- 1968 — О мода, мода — художник-постановщик
- 1974 — Подарок ледяного деда
- 1976 — Ступка
- 1978 — Мудрец и осёл
- 1979 — Проделки чертёнка
- 1980 — Высохший бук
- 1982 — Бегемот и сон
- 1983 — Сейчас вылетит птичка
- 1987 — Крепкий орех
- 1988 — Бревно